# Luis Sáez Larumbe
Luis Sáez Larumbe (Sant Sebastià, 7 de gener de 1920 -) fou un militar basc, que ocupà el càrrec de capità general de diverses regions militars d'Espanya.
Després dels acords amb els Estats Units de 1953, fou un dels primers militars espanyols que va fer cursos als Estats Units.
En 1972 va ser nomenat agregat militar a les ambaixades espanyoles a Bèlgica i als Països Baixos. Després fou cap del Regiment d'Infanteria Mecanitzada "Asturias 31" i cap de la Brigada Mecanitzada n. 11. En 1981 fou nomenat subinspector de les tropes de la IV Regió Militar i governador militar de Barcelona, fins que en setembre del mateix 1981 fou nomenat comandant general de Melilla. El 5 de maig de 1983 fou nomenat capità general de la V Regió Militar, amb seu a Saragossa, però el 7 de novembre de 1983 deixà el càrrec quan fou nomenat capità general de la IV Regió Militar (Capità general de Catalunya) El novembre de 1984 va passar a la situació B i el seu successor seria capità general d'una nova regió militar que englobaria les antigues capitanies de Barcelona i Saragossa. El 13 de setembre de 1985 fou nomenat director del Museu de l'Exèrcit.